# Indigofera nigricans
Indigofera nigricans är en ärtväxtart som beskrevs av Christiaan Hendrik Persoon. Indigofera nigricans ingår i släktet indigosläktet, och familjen ärtväxter. Inga underarter finns listade i Catalogue of Life.